# Euperissus
Euperissus is een geslacht van vlinders uit de familie prachtmotten (Cosmopterigidae).

## Soorten
- E. catapyrrha Meyrick, 1935
- E. coprosmae (Swezey, 1920)
- E. ferruginea (Swezey, 1915)
- E. fulvogrisea (Walsingham, 1907)
- E. fuscopurpurata (Zimmerman, 1978)
- E. margella (Walsingham, 1907)
- E. petroptilota (Walsingham, 1907)
- E. pittospori (Swezey, 1920)